# Creazione di Eva (Lotto)
La tarsia Creazione di Eva fa parte delle tarsie del coro della basilica di Santa Maria Maggiore. È collocata sul presbiterio nella parte dedicata al coro dei religiosi, ala destra e secondo stallo. Il disegno fu realizzato nel 1524 dal pittore Francesco Rosso realizzato poi da Giovan Francesco Capoferri.

## Storia
La congregazione della Misericordia Maggiore, che amministrava la basilica mariana, e che aveva deciso di completare il presbiterio con il coro, il 12 marzo 1524 affidò a Lorenzo Lotto la realizzazione dei disegni per le tarsie.
Se quasi tutti i disegni preparatori furono realizzati dal pittore veneziano, tre furono realizzati dal Francesco Rosso come risulta anche dal documento del documento conservato dalla fondazione MIA oltre alla Creazione di Eva: Sacrificio di Caino e Abele e Enos:
L'assegnazione al pittore pavese non è da tutti riconosciuta, essendo indicata, come le altre, un'invenzione lottesca, e non di Francesco Rosso. Certamente il Lotto ne fece alcuni rimaneggiamenti ma va da espugnare dalle tarsie lottesche mancandone la documentazione nell'archivio della Misericordia Maggiore. Secondo la storica Francesca Cortesi Bosco, nel suo intenso lavoro di ricerca la attribuisce al Rosso con intermediazione di Giovani Simone de Germanis.
Il coperto o impresa verrà disegnato da Lorenzo Lotto nel 1524 e consegnato il 20 settembre.

## Descrizione

### Tarsia
L'intarsio raffigura non solo il momento della creazione di Eva, ma sviluppa quattro unità iconografiche: la nascita di Eva dal corpo di Adamo che giace supino, la tentazione del serpente con l'albero della mela, il riconosce la disobbedienza a Dio, e la scacciata dal paradiso terrestre.Genesi 3,1-7 3,22-24
In una piattaforma circolare posta sulla cima di un monte vi sono raffigurati due alberi, quello della scienza del bene e del male e quello della vita da dove nasce una fonte che da acqua ai quattro fiumi: Pison, Ghicon, Tigri, ed Eufrate che scorrono verso i quattro punti cardinali.
In primo piano è raffigurato Adamo dormiente dalla cui costa nasce Eva. Questa è protesa verso la cacciata dal paradiso, a indicare come nella natura umana, vi è una predisposizione al peccato. Eva non è benedetta da Dio, anzi questi con il dito puntato, la scaccia. Ed è sempre lei a protendersi verso la cacciata dal paradiso terrestre. Si potrebbe ipotizzare che molte indicazioni sul disegno al Rosso, furono date dal Lotto, mentre disegnava la raffigurazione del coperto, risultando questa essere una raffigurazione non più in uso nel Cinquecento quando si dipingevano i due personaggi insieme.
Più arretrata vi è la rappresentazione delle altre tre scene: Eva posta accanto all'albero con il serpente che si presenta con il volto di donna, stando a indicare che come Eva viene sedotta dal serpente, così lei sedurrà Adamo, fatto che viene raffigurato nella seconda scena: Eva abbraccia Adamo nell'atto di porgergli la mela. 
L'immagine negativa della donna, si presume che venne indicata dal frate francescano Girolamo Terzi, che seguiva le raffigurazioni sotto l'aspetto teologico e che ricevette il primo pagamento per la sua consulenza il 2 maggio 1523 motivandolo: diversas inventiones pingendas et ponendas in fabrica choris. Sarà il Lotto nel coperto a cercare di modificare questa indicazione negativa del sesso femminile riportandolo alla redenzione dal peccato originale come avverrà nella storia dell'umanità.

### Coperto

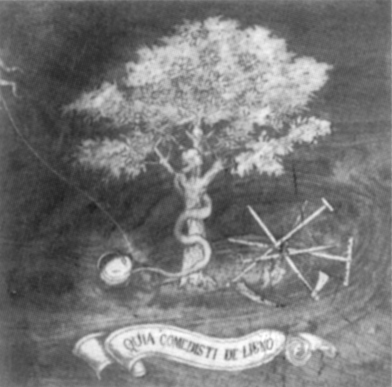
Coperto - creazione di Eva

Il coperto faceva parte dei diciannove elencati nell'ottobre del 1527 e registrata nel Liber Fabrice nell'ottobre del 1524. 
Il disegno del coperto o impresa viene realizzato da Lotto entro l'ottobre del 1527, mentre il Capoferri lo realizza entro il febbraio del 1531. Vi è raffigurato un uovo, riferimento alla vita, e all'albero della vita presente sulla tarsia.
Centrale è raffigurato l'albero del bene e del male da dove Eva raccolta il frutto proibito. A destra vi sono attrezzi da lavoro, posti a ruota, ad indicare che, conseguente all'atto di disobbedienza l'uomo dovrà faticare, e lavorare. A destra vi è un uovo avvolto dalla coda del serpente che ha il volto di donna rivolto verso sinistra, a motivare il lavoro dell'uomo che si svolge che copra il ciclo dell'anno, e dalla tela di un ragno il cui filo termina sulle fiamme posta sulla cima dell'albero. Lotto vuole raffigurare l'estrema punizione umana, che deve procreare perché punito dalla morte, la più terribile condanna divina. Riprendendo Isaia: concepiscono misfatti e partoriscono iniquità. Hanno schiuso una covata di aspidi e hanno tessute tele di ragno. Chi mangerà delle loro uova morirà. Al centro si trova la scritta Quia comedisti de ligno. La ruota con gli strumenti del lavoro dell'uomo è una figura atta a indicare quanto grande sarà la sua fatica, il dover faticare per vivere e mantenere la propria progenie perché possa continuare la vita dopo la sua morte: dover faticare per dover morire.
L'uovo di struzzo non vuole essere solo segno di rinascita ma anche simbolo di fertilità, verginità e purezza di Maria. Nell'arte la sua raffigurazione più importante è nel Pala di Brera di Piero della Francesca, che Lotto aveva sicuramente studiato durante la sue permanenza nelle Marche. Il coperto, con la raffigurazione dell'uovo, potrebbe invece avere significati alchemici di cui il Lotto era un appassionato conoscitore. La raffigurazione dell'uovo secondo Lotto ha quindi quattro significati: simbolo cosmogonico della rincarnazione e della ricreazione con Maria, simbolo della morte e resurrezione di Gesù, simbolo di speranza di liberazione dell'uomo e simbolo di trasformazione individuale di ogni essere vivente.